# Zaludnienie Ameryk

Mapa najwcześniej datowanych stanowisk na terenie Ameryk zawierających ślady działalności ludzkiej

Zaludnienie Ameryk – obejmuje ruchy migracyjne gatunku homo sapiens, których skutkiem było zasiedlenie większości ziem Ameryki Północnej i Południowej. Prawdopodobnie odbyły się one po Ostatnim Maksimum Glacjalnym, wzdłuż szlaku prowadzącego z Azji Północno-Wschodniej przez Beringię ponad 15 000 lat temu. Pierwsze teorie dotyczące zaludnienia Ameryk zaczęto snuć u schyłku XV w., kiedy to Krzysztof Kolumb wylądował na wyspie Guanahani, rozpoczynając tym samym  kontakt ludności europejskiej z rdzennymi ludami Ameryk. Badacze XVI-wieczni próbowali wyjaśnić obecność rdzennej ludności na terenie Ameryk przy pomocy pism starożytnych filozofów oraz posługując się treściami zawartymi w Biblii.
Ten artykuł ma na celu opisanie rozwoju teorii na temat procesu zaludnienia Ameryk, od konkwisty do czasów współczesnych.

## Pierwsze teorie Europejczyków (XVI–XVII w.)

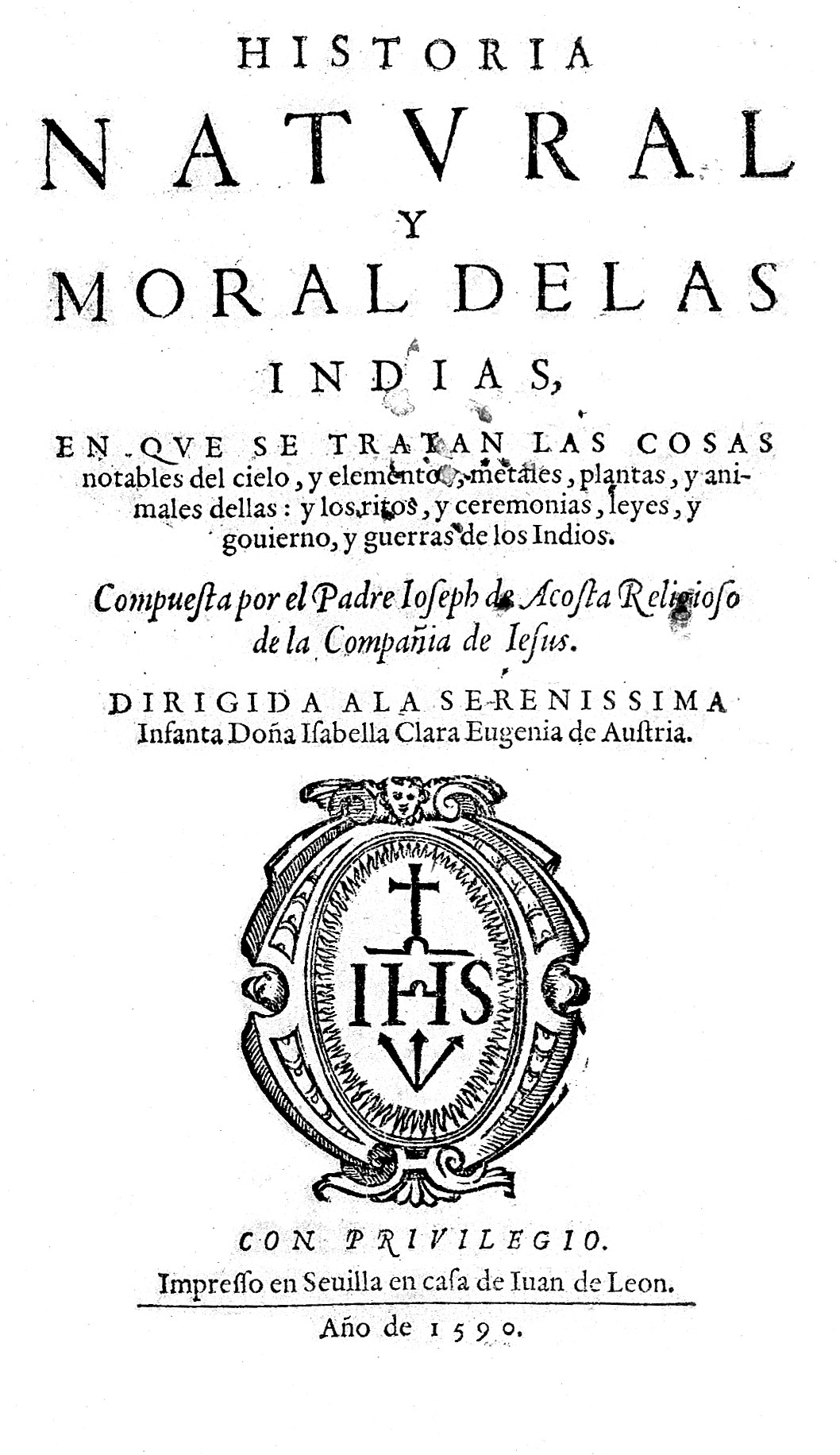

W czasie konkwisty Hiszpanie tłumaczyli obecność społeczeństw prekolumbijskich na terenie Ameryk na różne sposoby. Ówczesną wiedzę geograficzną czerpano z  Biblii i pism starożytnych, które nie przewidywały istnienia kontynentu amerykańskiego. Powstawały teorię wynikające z próby połączenia uznanych prawd z nowymi odkryciami. Zdaniem Agustína de Zárate ludzkość przybyła na tereny Nowego Świata drogą morską przez Atlantydę. Inni upatrywali w Rdzennych Amerykanach  potomków Zaginionych Plemion Izraela lub mieszkańców Ofiru. Oryginalną na te czasy jest teoria José de Acosty. Jezuita spędził wiele lat na misjach w Nowym Świecie, co przyczyniło się do napisania przez niego "Historia Natural y Moral de las Indias", gdzie umieszcza hipotezę, iż ludność przybyła na te tereny z kontynentu azjatyckiego przez Cieśninę Beringa. Inną hipotezę o charakterze naukowym prezentował Fray Gregorio García, który podkreślał fizyczne podobieństwo rdzennych Amerykanów do ludów azjatyckich.

## Początki archeologii (XVIII–XIX w.)
Popularność zaczęły zyskiwać teorie o migracji plemion azjatyckich na tereny Ameryki Północnej. W związku z rozwojem archeologii zaczęto dopuszczać możliwość istnienia ciągłości kulturowo-etnicznej na terenie Mezoameryki. Duży wkład w amerykańską archeologię miały pierwsze badania Thomasa Jeffersona.  Kluczowym odkryciem było przypadkowe odnalezienie narzędzi kamiennych przez amerykańskiego lekarza, Charles’a Abbotta, w jego posiadłości w Delaware. Narzędzia te wydatowano na około 10 000 p.n.e., co nie było zgodne z dominującymi teoriami biblijnymi. Odkrycie to zostało odrzucone przez Kościół i naukowców takich jak Aleš Hrdlička.

## Czasy współczesne (XX–XXI w.)
Wczesny wiek dwudziesty przyniósł serię kluczowych odkryć archeologicznych, które stworzyły podstawę dla teorii tzw. "Bariery Clovis", umieszczającej początki procesu zaludnienia Ameryk na Beringii, około 13 000 lat temu. Późniejsze badania archeologiczne (Cactus Hill, Paisley Cave, Saltville, Monte Verde, Snaketown, Loltun, Hoyo Negro) doprowadziły jednak do podważenia teorii Clovis i powstania trwającego do dzisiaj konfliktu wśród badaczy. Np. obecne znaleziska archeologiczne z Cooper's Ferry datuje się na 16 000 lat temu.
Współczesne teorie opisują także równoległe ścieżki pierwotnej migracji, przebiegające przez archipelagi Pacyfiku (teoria pacyficzna) i wzdłuż dawnych wybrzeży Atlantyku (teoria atlantycka). Możliwość przebycia szlaku pacyficznego udowodnił podróżnik Thor Heyerdahl, pokonawszy go tratwą Kon-Tiki (w stronę przeciwną do zakładanego kierunku pierwotnej migracji).
Rozwój dziedzin takich jak archeogenetyka umożliwił dokładniejsze określenie prawdopodobnych źródeł pierwszych fal ludności docierającej na teren Ameryk. Badania mitochondrialnego DNA wskazują na pokrewieństwo pomiędzy populacjami syberyjskimi i wschodnioazjatyckimi a paleoamerykańskimi, ale także na możliwą migrację ludów europejskich na tereny Ameryk, poprzedzającą konkwistę i ekspedycję Leifa Szczęśliwego o kilkanaście tysięcy lat.
Temat zasiedlenia Ameryk pozostaje obiektem dyskusji w środowiskach naukowych do dziś.